# Hermanas de la Caridad de San Vicente de Paúl de Friburgo
La Congregación de Hermanas de la Caridad de San Vicente de Paúl de Friburgo (oficialmente en latín: Congregatio Sororum Caritatis Friburgensis) es una congregación religiosa católica femenina, de vida apostólica y de derecho pontificio, fundada en 1970, a partir de la independencia de la comunidad Friburgo de Brisgovia de las Hermanas de la Caridad de Estrasburgo. A las religiosas de este instituto se les conoce como Hermanas de la Caridad de Friburgo o simplemente como vicentinas de Friburgo. Sus miembros posponen a sus nombres las siglas S.C.

## Historia
La congregación tiene su origen en las Hermanas de la Caridad de Estrasburgo (Francia), quienes en 1846 fundaron un convento en Friburgo de Brisgovia (Alemania), a petición del arzobispo Hermann von Vicari. En 1847, con el crecimiento repentino de la comunidad y la fundación de algunas filiales, se convirtió en una provincia autónoma dentro de la congregación de Estrasburgo. El instituto permaneció bajo esta autonomía, hasta que el 6 de junio de 1970, mediante decretum laudis del papa Pablo VI la convirtió en una congregación religiosa independiente y de derecho pontificio.

## Organización
La Congregación de Hermanas de la Caridad de San Vicente de Paúl de Friburgo es un instituto religioso de derecho pontificio y centralizado, cuyo gobierno es ejercido por una superiora general. El instituto es miembro de la Familia Vicentina y de la Federación de Hermanas Vicencianas de Estrasburgo. La sede central se encuentra en Friburgo de Brisgovia (Alemania).
Las vicentinas de Friburgo se dedican al cuidado de los enfermos y de los ancianos. En 2017, el instituto contaba con 148 religiosas y 7 comunidades, presentes únicamente en Alemania.